# Eberhard III de Nordgau
Eberhard III († después de 898); 886, conde del Aargau superior, 888, conde del Ortenau; 898, conde de Nordgau. Es considerado como el miembro fundador de la línea de los Eberhardiner, una rama de la familia noble de los Eticónidas.

## Origen
La primera persona atestiguada de manera segura en la familia de los Eberhardiner se detecta en un conde de nombre Eberhard (Eberardo en castellano), varias veces documentado a finales del siglo VIII y principios del siglo IX, a partir del cual se puede trazar una línea genealógica completa hasta la extinción de este linaje en 1225.
Desde hace tiempo es conocido por los investigadores que ese conde Eberhard (III) tenía sangre eticónida, sin embargo, hasta la fecha no pudo verificarse una clasificación exacta u ordenamiento definitivo de parentesco de Eberhard III dentro del árbol genealógico familiar.
El uso de los nombres de Hugo y Eberhard sugiere que los condes de Nordgau descendían de la familia de los duques de Alsacia, pero la cuestión de trazar el vínculo individual de Eberhard III con ellos, no encontró ninguna respuesta clara a partir de fuentes únicas, y produjo por lo tanto suposiciones más o menos arbitrarias.
Algunos autores han propuesto que Eberhard III simplemente fue hijo de Hugo de Tours; este fue el pensamiento del abad Maurice Chaume y de Léon Levillain.
Parece ser claro a causa de los asientos en el obituario Liber memorialis del monasterio de Remiremont que Hugo de Tours, quien asimismo remite a los Eticónidas, debe haber sido uno de los antepasados de Eberhard III.
De este modo radicaría ciertamente un parentesco del conde Eberhard III con el rey carolingio Lotario II, ya que la madre de este último, Ermengardis, era una hija conocida de Hugo de Tours.
Según el abad Philippe-André Grandidier y Johann Daniel Schöpflin, Eberhard tuvo como padre a Eberhard II, a quien ellos identifican con el princeps regni Ebarhart, muerto en 864. Por lo demás, no existe ninguna evidencia para el origen de este Eberhard "II". Según Grandidier, él sería el eslabón de conexión a Eberhard (Hebrohardum), mencionado en la Notitia de abadía de Honau como hijo de Albericus.
En todo caso, finalmente parece que para el autor Franz Vollmer, Eberhard III fue tataranieto de alguno de los hijos del duque Eticho: Batticho, Hugo o Haicho.

## Biografía
El surgimiento de la familia de los Eberhardiner ocurre, a la luz de las fuentes, en la segunda mitad del siglo IX, en un período de transición política. El Imperio de los francos ya se encontraba desde la muerte de Luis el Piadoso en un proceso de disolución.
Las luchas en torno a la división del antiguo Imperio de Carlomagno entre sus descendientes estaban en pleno desarrollo, cuando aparece Eberhard III, el primer representante de la familia de los Eberhardiner, así titulada por los investigadores en su nombre, un linaje originario de Alsacia, donde también eran acaudalados terratenientes. Eran descendientes de la antigua dinastía de los Eticónidas, políticamente activa en la época de los Merovingios.
Sin embargo, la fuente que relata por primera vez acerca de Eberhard III, la Vita S. Deicoli, no es contemporánea, ya que la fecha de su origen solo puede colocarse después de mediados del siglo X. Además, la intención fundamentalmente hagiográfica de la Vita cambia los acontecimientos históricos que sucedieron aproximadamente 80 a 90 años antes. No obstante, en las cuestiones de genealogía obtiene credibilidad, y se pueden sacar conclusiones de las acciones políticas de las personas mencionadas en la Vita.
Eberhard era consanguíneo de Lotario II (el rey del regnum Lotharii), y probablemente también de su concubina Waldrada.
Acontecimientos políticos altamente explosivos tienen lugar alrededor de Lotario II, en relación con sus intentos de repudiar a su legítima esposa Teutberga, debido a ese matrimonio sin hijos, y su deseo de obtener la legitimación eclesiástica del casamiento con su concubina Waldrada (y por lo tanto también a los hijos de esta unión).
No se revela hasta qué punto Eberhard III estuvo envuelto en el tema que representaba la problemática matrimonial alrededor de Lotario II y Waldrada.
En general es dudoso que ya hubiera podido intervenir en el acontecimiento político en los años sesenta del siglo IX, cuando estos problemas eran de gran actualidad, puesto que no se ha podido encontrar ningún testimonio sobre el momento del nacimiento de Eberhard.
Parece más probable, que se volviera políticamente activo recién después de la muerte de Lotario II en el año 869, teniendo en cuenta que la fecha de nacimiento admitida para Eberhard III se estima en un espacio de tiempo alrededor del año 850, e incluyendo además en consideración, la circunstancia de que el testimonio más antiguo documentado sobre Eberhard procede del año 886.
El parentesco con Waldrada favoreció, sin embargo que Eberhard fuera capaz de construir en la zona alrededor de la Puerta de Borgoña  una poderosa posición política por la posesión del monasterio de Lüders.
Waldrada recibió Lüders (probablemente para su manutención) de Lotario II, según relata la Vita S. Deicoli.
Después de la muerte de Lotario en el año 869 Waldada, temerosa de las consecuencias políticas y personales, se retiró al monasterio de Remiremont y transfirió el Vogtei de Lüders consanguinitatis occasione a Eberhard, el cual finalmente después de la muerte Waldrada tomó en carácter de propiedad fundado en la pretensión de derecho hereditario.
Eberhard retuvo Lüders firmemente en la mano a largo de su vida y presuntamente explotó en gran parte económicamente a la abadía. La posición en la Puerta de Borgoña  significó para la historia temprana de los Eberhardiner una importante ubicación geopolítica dentro de sus muy dispersas posesiones.

### Eberhard III y Arnulfo de Carintia
La primera aparición relevante de Eberhard III en la política imperial, de la que se cuente con fuentes documentales contemporáneas, ocurre en las dos últimas décadas del siglo IX, específicamente desde la segunda mitad de los años ochenta hasta finales de los años noventa de ese siglo.
La destitución de Carlos III como soberano del por última vez unido Imperio franco y el ingreso al gobierno de su sobrino, Arnulfo de Carintia (887-899), en el Imperio de Francia Oriental marcan inicialmente el esbozo de la situación política. Carlos III y Arnulfo de Carintia personifican efectivamente el lento cambio estructural, es decir, el hundimiento y la fragmentación del antiguo gran Imperio Franco y el comienzo de la manifestación final de reinos independientes individuales en el suelo del Imperio.
El ascenso político Eberhard III se inserta sólo después del cambio de gobierno en el año 887, de Carlos III a Arnulfo de Carintia. Él parece estar estrechamente vinculado a esta transformación estructural y con la transferencia de soberanía al hijo ilegítimo de Carlomán.
Sin embargo, las dispersas fuentes que fluyen de Eberhard III dejan poco espacio para conclusiones sobre su actividad política. La identificación en diversos documentos de finales del siglo IX en la zona entre el Aargau superior y el Nordgau alsaciano de un «conde Eberhard» con una y la misma persona parece, no obstante, ser un hecho.
Eberhard III no aparece estrechamente relacionado con el predecesor de Arnulfo, Carlos III. Eberhard no aparece acreditado en diplomas de Carlos, y no hay otras fuentes, que permitan demostrar conexiones entre el rey y Eberhard III.
El autor Michael Borgolte propone que quizás esta circunstancia se deba a la rivalidad de ramas individuales de la familia de descendientes Eticónidas, es decir, entre la familia, a la que pertenecía Eberhard III, y la familia de los Ercangarios, de donde procedía la esposa de Carlos III, Richardis. En el escenario de semejante rivalidad existente podría ser bastante obvio, que la conexión de Carlos III con miembros de la familia llamada Ercangarios impidiese una proximidad política de los Eberhardiner a este gobernante carolingio.
Sin embargo, se nota un viraje después de la caída de Carlos III, en el año 887. El sucesor de Carlos III en el Imperio Franco Oriental, Arnulfo de Carintia, parece haber entrado en contacto más estrecho con el conde Eberhard III, ya que el conde es mencionado en varios diplomas de Arnulfo.
Así Eberhard es señalado como conde en el Aargau superior en dos documentos de Arnulfo, en el diploma del 22 de abril de 891, extendido en Regensburg y en el del 26 de agosto de 894, igualmente expedido en Regensburg.
Eberhard es acreditado también como conde de Ortenau en un documento de Arnulfo redactado en Espira, el 26 de mayo 888. Las razones de este acercamiento entre el rey y el conde todavía son tema de debate.
Eberhard III desempeñaba su posición como conde en el Aargau superior en efecto antes de la toma de posesión del gobierno, porque incluso durante el reinado de Carlos III se encuentra la primera evidencia escrita de Eberhard III, que muestra al conde en una posición de liderazgo en el Aargau. En 886 es mencionado en el renglón de la fecha de un documento expedido en Madiswil, en el Aargau. Por otra parte, sin embargo, no se revela en esta prueba documental cómo le fue proporcionado a Eberhard este condado. La investigación reciente ha rechazado la teoría sostenida anteriormente de la existencia de los llamados «Gaugrafschaften» a principios de la Época medieval. Posiblemente el rey haya transferido a Eberhard III un puesto de conde en el Aargau superior.
Con el cambio de mando de Carlos III a Arnulfo aparece estrechamente vinculada la posición de Eberhard como abad laico del convento de mujeres de St. Felix und Regula en Zürich. Al principio, este monasterio estaba bajo el control de Carlos III y su esposa Richardis. En esta época no se conoce acerca de un abad laico del monasterio St. Felix und Regula de nombre Eberhard. Pero en el primer documento publicado para St. Felix und Regula después de la caída del emperador y la retirada de Richgardis a Andlau, que lleva la fecha de 27 de junio de 889, Eberhard es llamativamente mencionado como abad laico del monasterio, lo que sugiere la conjetura de que Arnulfo debe haber causado la transferencia del Rectorado a Eberhard, y francamente enfatiza la tesis de una integración de Eberhard III en el sistema de gobierno de Arnulfo.
Bajo Arnulfo de Carintia se llevó a cabo también una reorganización de la estructura política en Alsacia. Durante su gobierno emergen por primera vez los conceptos de Sandgau y Nordgau para la Alta y Baja Alsacia, por lo que Michael Borgolte pudo conjeturar justificadamente, que esta redistribución política de Alsacia era atribuible a una medida de Arnulfo de Carintia, cuyo móvil hay que buscar en la situación política general tras la toma de poder de Arnulfo en el Imperio Franco Oriental.
Así, en las demás partes del Imperio Franco después de 887, algunos Grandes fueron encumbrados en reyes independientes, a los cuales Arnulfo ahora veía enfrente, así en el Imperio Franco Occidental el robertino Eudes, en la Alta Borgoña el welfo Rodolfo, en Italia primero el margrave Berengario de Friuli, después Guido de Spoleto y en Aquitania Ranulfo.
Arnulfo en gran medida les había hecho concesiones, él solamente reaccionó a las pretensiones de Rodolfo de la Alta Borgoña, que extendió su garra hacia Lotaringia y así entró en conflicto con la herencia de Arnulfo, que consideraba Lotaringia como herencia de su abuelo Luis el Germánico.
Rodolfo, que inmediatamente después de la muerte de Carlos III fue elevado a rey en Saint-Maurice-d'Agaune, apareció poco después de este evento en Lotaringia y fue ungido en Toul por el obispo Arnald. Si Rodolfo también penetró en Alsacia, y la ocupó, no puede determinarse con certeza.
Sin embargo, Arnulfo se vio obligado a responder a la amenaza inmediata de Rodolfo a sus intereses y tomar las medidas apropiadas, para contrarrestar la efectiva avanzada de Rodolfo.
Él apareció en persona en el Alto Rin para hacerse un cuadro de situación.
Una primera medida de Arnulfo puede haber sido el reemplazo en la diócesis de Estrasburgo.
Arnulfo sentó aquí como obispo a uno de sus confidentes, al natural de Baviera Baltram.
Incluso en la primera mitad del año 888 aparece Arnulfo una vez más contra Rodolfo de Alta Borgoña, habiendo implementado la ya mencionada medida administrativa de partición de Alsacia en Nordgau y Sundgau.
Confió el condado en el Nordgau a Eberhard, el conde en el Aargau superior y en el Ortenau, que además ejerce influencia en el Sundgau, como puede interpretarse por su cargo de abad laico de la abadía Münster im Gregoriental.
La motivación de Arnulfo para confiar a Eberhard III la Oficina de conde en Nordgau, yace fundada probablemente también en su posición en la región de la Puerta de Borgoña  y en el Aargau superior.
Si Arnulfo quería tener éxito debía promover a un rival vecino a Rodolfo. 
Uno de estos rivales de Rodolfo era justamente aquel Eberhard, que a través de sus posesiones en las mencionadas regiones era reconocido como uno de los vecinos más poderosos de Rodolfo.
Arnulfo quería erigir a Eberhard en el contrapeso político que le sea coadyutorio contra Rodolfo de Alta Borgoña y mediante la transferencia de la administración condal en el Nordgau asociar a Eberhard más estrechamente a su propio concepto político.
Eberhard, a decir verdad no es apostrofado explícitamente en ninguna fuente como conde en Nordgau, pero hay algunos indicios que permiten una conclusión a esta circunstancia.
Así, a causa de la presencia Eberhard en Estrasburgo con motivo de una donación de un tal Herimuodt, llevada a cabo el 14 de marzo de 898, se explica con facilidad que Eberhard era conde en Nordgau. Herimuodt donó al monasterio de Münster im Gregoriental, presidido por el abad Engelfried junto al conde Eberhard como abad laico, posesiones en las localidades Egisheim y Türkheim y obtuvo en compensación posesiones en Altdorf. La operación se llevó a cabo en Estrasburgo presente illustrissimo comite Eberhardo, quien además es mencionado como testigo. También en la progenie de Eberhard se demuestra la oficina de conde en Nordgau.
Probablemente también fue intención de Arnulfo que Eberhard III y el Obispo Baltram tuvieran que mantener estrechos contactos políticos entre sí.
Esto y la cercanía al Rey que muestran en las donaciones el obispo y también Eberhard, quienes fueron documentados a través de los dos diplomas de Arnulfo mencionados anteriormente, del 26 de mayo de 888, en Espira y del 22 de abril de 891, en Regensburg. En ambos casos, la Iglesia de Estrasburgo es la beneficiaria de las transferencias de bienes.
En «D Arn. 24» Arnulfo con intervención de Eberhard transfiere al sacerdote Isanprecht hobas VIII en sendas localidades del Ortenau, Auenheim y Baldanheim ubicadas en el condado de Eberhard. Isanprecht está autorizado a transferirlos a un pariente de su elección, con la condición que, después de la muerte de ambos los bienes debían pasar a la catedral de Estrasburgo, ya que la renta de los hermanos (con ello se entiende a los canónigos de la catedral) debe entretener y alimentar a los pobres.
En «D Arn. 88» Arnulfo dona a petición del obispo de Estrasburgo Baltram a la Catedral de Estrasburgo unam hubam en el pueblo de Bach, localizado en el condado de Eberhard en el Aargau superior.
En ambos casos se involucran la catedral de Estrasburgo y (directa o indirectamente) el conde Eberhard, y se muestra un contacto político más estrecho entre el obispo y el conde.
El cercanía al rey de Eberhard es clara en primer lugar al ser apostrofado como fideles comes noster en «D Arn. 24» y también por su intervención para apetecer al presbítero Isanprecht, un miembro de la capilla de la corte de Arnulfo de Carintia, con quien Eberhard mantuvo evidentemente contactos políticos.
El impulso a la intensificación de su dominio en Alsacia y las regiones vecinas e incluso una invasión de Alsacia en el año 888 le trajeron a Arnulfo el éxito deseado. Rodolfo, tras deliberaciones exhaustivas con los Grandes de Alemannia, se somente a Arnulfo en Regensburg y reconoce su soberanía. Sin embargo, la relación entre Arnulfo y Rodolfo seguía siendo tensa. Rodolfo debía seguir siendo puesto en jaque, y así continuaron los enfrentamientos de Arnulfo con Rodolfo de Alta Borgoña.
En el Sundgau las medidas de Arnulfo no avanzaron como había esperado. Aquí las proporciones se organizaron de manera diferente a las del Nordgau.
En el Sundgau el dominio de Arnulfo parece escabullirse de a trechos, allí también suponía un centro para la sublevación de Bernhard, el hijo de Carlos III.
El obispo de Basilea, Iring, al parecer se pone del lado de Rodolfo de la Alta Borgoña, cuando él, en el año 892 junto con su metropolitano, el arzobispo Dietrich de Besançon, que en esta época era canciller o archicanciller de Rodolfo, estuvo presente cuando Rodolfo I inició y llevó a cabo la elevación del diácono Boso a obispo de Lausana; en 894 Arnulfo envía a su hijo Zuentiboldo con un ejército contra Rodolfo. Sin embargo, el éxito deseado no se materializó.
Arnulfo reforzó la presión sobre Iring, mientras fortaleció la posición del obispo de Constanza Salomón III. Después de un intento fallido en 894, en el año 895 Zuentiboldo fue reconocido como virrey en Lotaringia. El obispo Iring parece haber sido consciente de su mala posición política. Él tomó parte en mayo de 895 del Sínodo de Tribur y otra vez se asoció más estrechamente a Arnulfo. En el Sundgau podría por tanto, entrar nuevamente en juego en el futuro la autoridad de los francos orientales. Esto también se ilustra con los diplomas de Zuentiboldo expedidos en Alsacia. Él documenta el 4 de enero de 896, en Estrasburgo, y poco después, el 22 de enero, en Schweighausen.
En el primer documento del 4 de enero, Zuentiboldo confirma a la abadía de Münster im Gregoriental sus posesiones en Sundgau, Breisgau, en Sornegau y además la posesión de una salina en Marsal. Por consiguiente, el gobierno de Zuentiboldo se extiende, como se desprende de la disposición de los bienes en Sundgau y Sornegau, sobre toda Alsacia.
Rodolfo de Alta Borgoña pudo consolidar su dominio en Borgoña después de 896, ya que Arnulfo fue inhibido en su libertad de movimiento por una apoplejía durante el resto de su vida.
Cómo fue la relación de Eberhard III con Zuentiboldo, que venía de un conflicto duradero con la nobleza de Lorena, escapa a nuestro conocimiento.
Un avance de Rodolfo sobre Alsacia finalmente fue impedido, debido a las no menos importantes medidas políticas de Arnulfo, al ocupar la diócesis de Estrasburgo con uno de sus fieles y al fortalecer la posición de poder Eberhard III.
Alsacia permaneció como un puesto fronterizo contra el dominio de Rodolfo. Sin embargo, el poder de Eberhard III había crecido considerablemente, de modo que Arnulfo debía contraponer algo a esta concentración de poder, para a la larga no ser peligrosa para el Reino.
Es precisamente el mencionado documento de Herimuodt del 14 de marzo 898, en el que Eberhard es atestiguado como abad laico de Münster im Gregoriental, nos muestra que la esfera de influencia de Eberhard también se extiende al Sundgau, por lo tanto, en Alsacia no se limitó al Nordgau. Arnulfo seguramente observó con desconfianza esta tendencia a concentrar poder. Como un indicio de que Arnulfo quería contrarrestar este desarrollo, el autor Michael Borgolte valora que el conde de Sundgau, que primero se documentó en el año 896, llevaba el nombre de Bernhard. A causa de su nombre lo ubicó en la familia de los Ercangarios, rivales de la progenie de los Eticónidas. Se le cuestiona que solo con el nombre de Bernhard pueda cerrar su pertenencia a los Ercangarios. Sin embargo, parece seguro que Arnulfo en el Sundgau, que se encuentra geográficamente entre el Nordgau gobernado por Eberhard III y el Sornegau, tuvo que crear una contrapartida a los poderosos descendientes Eticónidas, en los Liutfriden (parientes de Eberhard de sangre eticónida) que eran políticamente influyentes en la administración local.
En resumen, se puede decir que el ascenso de Eberhard está estrechamente ligado al cambio de poder de Carlos III. En el curso de la confrontación de Arnulfo con Rodolfo de Alta Borgoña, el área de influencia de Eberhard se expandió enormemente (el radio de acción del conde era ahora muy vasto). Se extendía en el suroeste desde la región de la Puerta de Borgoña con centro en Lüders hasta la zona actual de Suiza, allí desde posesiones en la región del Aare superior en el oeste hasta Zürich en el este, donde con el control sobre St. Felix und Regula pudo alcanzar la ocupación de un antiguo punto de apoyo carolingio-imperial. Más al norte, su influencia se estiró sobre posesiones dispersas en el Sundgau, especialmente sobre el Nordgau y el Ortenau en la orilla derecha del Rin. También dan testimonio los epítetos que le fueron otorgados a Eberhard en las distintas fuentes, (fue señalado como bellipotens o se habló de él como illustrissimo comite.) de la enorme cantidad de poder, que este descendiente eticónida pudo concentrar en sí mismo, y de la supremacía política en la región sudoeste del Imperio, que había recibido bajo el carolingio Arnulfo de Carintia.

## Su muerte
La representación de la muerte de Eberhard III en la Vita S. Deicoli se encuentra en gran medida inspirada en la muerte del Herodes bíblico, y se fundamenta como castigo por la tiranía que Eberhard habría ejercido sobre los monjes de la abadía de Lüders.
Sobre el momento de la muerte de Eberhard III no se tiene un conocimiento preciso, pero se estima fallecido hacia el final del siglo IX o al principio del siglo X, puesto que, desde 903, su hijo Hugo aparece mencionado como conde en los documentos.
En el capítulo 12 de la Vita S. Deicoli, la ocupación de Lüders por el conde Eberhard es ubicada temporalmente después de la devastación de la región alrededor de Lüders por los húngaros.
Esta afirmación implicaría una fecha de muerte para Eberhard III posterior a este hecho. Ahora bien, la información de la Vita debe ser sometida a un examen crítico, puesto que la aserción formulada en el capítulo 12 entra en colisión con la información proporcionada en el capítulo 13, acerca de que Eberhard se había apropiado del monasterio de Lüders sobre la base del derecho hereditario después de la muerte de Waldrada.
Las fuentes no revelan el año de la muerte de Waldrada. Se estima que el momento de la muerte de Waldrada debería muy probablemente caer hacia el final de los años setenta u ochenta del siglo IX. Ahora bien, la primera incursión húngara en la Puerta de Borgoña  está fechada empero en el año 917. Los autores Louis Besson. y Rudolf Lüttich creen que la destrucción de Lüders ocurrió por la invasión húngara de 926. Sin embargo, hay indicios de que la destrucción de Lüders mencionada en la Vita S. Deicoli está vinculada con la invasión húngara a la Puerta de Borgoña del año 917. Por lo tanto, las declaraciones sobre la apropiación de la abadía por Eberhard se contradicen dentro de la propia Vita. Esto resulta en una diferencia de tiempo de aproximadamente 30 años. También hay que señalar que el autor de la Vita (por las razones que fueren) no relató en estricto orden cronológico. Sin embargo, consciente de ello se justifica al afirmar que atravesó deliberadamente su relato prolépticamente y empleó el recurso estilístico de anástrofe. De modo que con este relato es probable que aparezcan discrepancias cronológicas en contraposición a una crónica con una técnica narrativa cuya estructura se basa en un estricto marco cronológico. Es posible incluso que dos borradores diferentes estuvieran a disposición del autor de la Vita, cuyos datos respectivos no pudo conciliar. 
En la Vita S. Deicoli más adelante se afirma que el conde Eberhard poseyó la abadía de Lüders por un largo período de tiempo. Esta declaración se ajusta mucho mejor en aspecto cronológico al dato de que Eberhard había heredado Lüders de Waldrada hacia el final de los años setenta u ochenta del siglo IX, y si además se tiene presente que sobre el hijo de Eberhard, Hugo I, se afirma que tuvo el gobierno de Lüders largo tiempo bajo su mandato. Es seguro que Hugo I murió después de 931 y probablemente algún tiempo antes de 959. Alcanzó una edad relativamente avanzada, dado que es descripto en la Vita S. Deicoli una vez como maturae aeiatis y otra vez como senex. A partir de estos datos se puede concluir que su padre murió un tiempo considerable antes que él. 
El autor Frank Legl, encuentra plausible elegir como fecha de fallecimiento de Eberhard un momento anterior y uno posterior. Por consiguiente, deja de lado como datos para el momento del fallecimiento de Eberhard III «después de 917» o «después de 926», como podría deducirse del relato de la Vita S. Deicoli, y propone que sobre la base de documentos comprobados debe preferirse la referencia «antes de 903». Por lo tanto, señala el período «alrededor de 850» hasta «circa 900» como el marco de vida aproximado de Eberhard III.

## Descendencia
De acuerdo a la Vita S. Deicoli, su esposa llevaba el nombre de Adalinda. Sin embargo, sobre su origen no se encuentran testimonios, puesto que faltan otras fuentes de evidencia.
Los detalles de la Vita S. Deicoli sobre el nombre de la esposa de Eberhard III parecen ser bastante creíbles, ya que en una entrada en los Liber memorialis de Remiremont, que claramente contiene los nombres de descendientes de la generación de nietos de Eberhard III, se menciona dos veces el nombre Adelint com. El nombre parece, por tanto, haber sido heredado en la familia.
El conde Eberhard posteriormente repudió a su esposa y tomó como concubina a una monja del monasterio de Erstein, si se cree en la información proporcionada por la Vita S. Deicoli respecto a este pasaje, cuya intención principal en el contexto de la descripción de la ocupación de Lüders por Eberhard III, es atribuir al conde un particular estilo de vida no cristiano, puesto que había explotado económicamente al monasterio fundado por Deicolus en el pasado. Probablemente fue la intención del autor de la Vita, fabricar un paralelismo con el comportamiento de Lotario II, que también había repudiado a su legítima esposa. El relato tendencioso de los acontecimientos en la Vita busca desacreditar a toda la prole de Lotario II y Waldrada.
1. Hugo I, conde de Nordgau